# Рихард Кун
Рихард Кун (на немски: Richard Kuhn) е австрийско-германски биохимик, носител на Нобелова награда за химия през 1938 година.

## Биография
Роден е на 3 декември 1900 година във Виена, тогава в Австро-Унгария, днес в Австрия. Израства в семейството на инженер и начална учителка. Получава образование в граматическо училище. Изучава химия във Виенския университет. През 1922 година получава докторска степен от Мюнхенския университет с теза посветена на ензимите и научен ръководител нобеловия лауреат Рихард Вилщетер.
Работи в учебни заведения и научни институти. От 1926 до 1929 е професор по обща и аналитична химия във Федералното висше техническо училище в Цюрих. След това се прeмества в Института за медицински изследвания „Кайзер Вилхелм“ в Хайделберг, като през 1937 година става негов директор. Преподава като професор по биохимия в Хайделбергския университет.
Научните му приноси са в областта на органичната химия и биохимията. Изследва каротеноиди, ензими и витамини, като се отличава неговата работа върху витамините B2 и B6. Има интерес към химичните съединения с двойна връзка, която е в резултат на неговите изследвания върху каротеноидите. Изучава киселинността на въглеводородите и стереохимията на алифатните и ароматните съединения. Откривател е на осем каротеноида.
През 1938 година получава най-голямото признание в научната си кариера – Нобеловата награда за химия. Тя му е присъдена за приносите му в областта на каротеноидите и витамините. Приема тази награда след края на Втората световна война заради забрана от нацисткия режим в Германия.
Умира на 1 август 1967 година в Хайделберг, ФРГ.

## Любопитни факти
- Съученик е на нобеловия лауреат по физика Волфганг Паули от 1910 до 1918 година.[2]